# 泰河

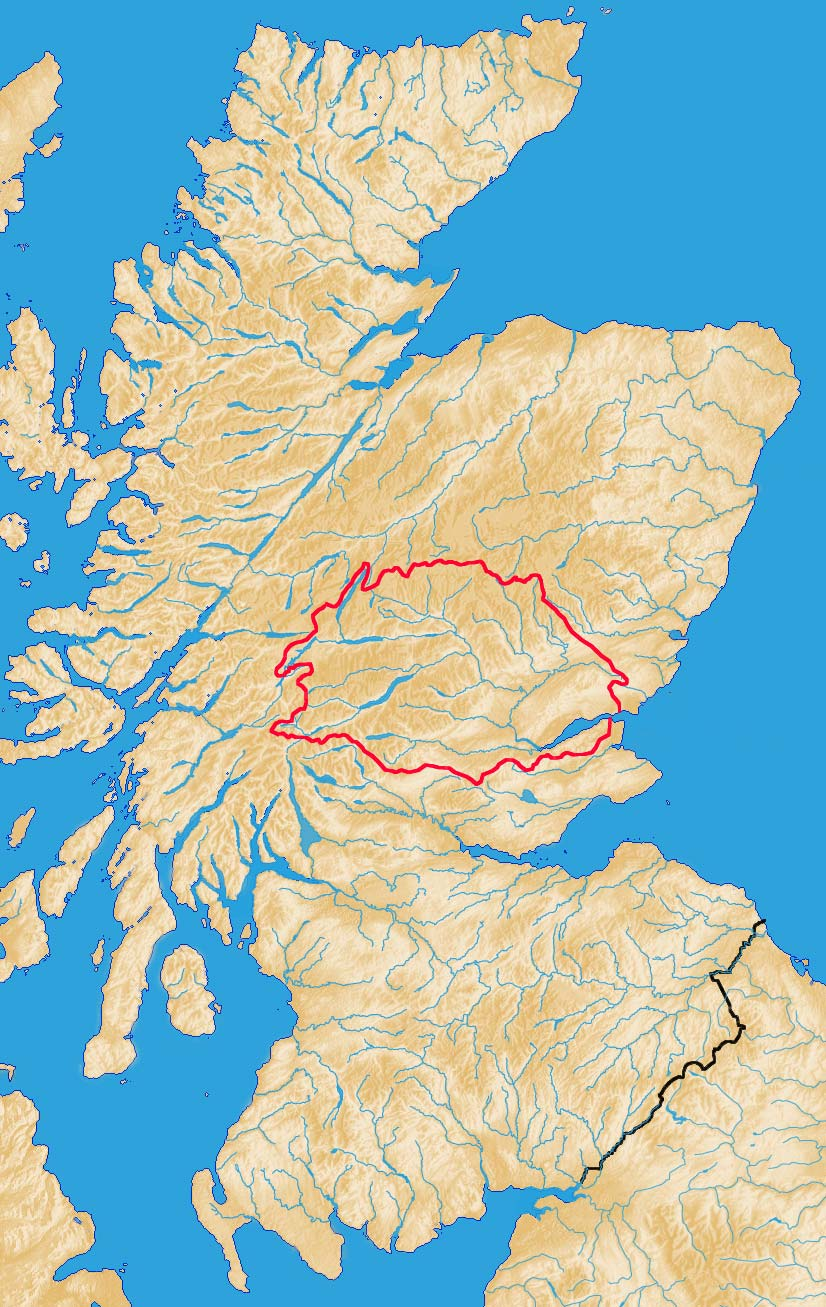
泰河在蘇格蘭的集水區

泰河（英語：River Tay）是苏格兰最长的河流，同时也是英国的第七长河。全长193公里。它发源于苏格兰南部的高原上，离苏格兰西岸的港口城市奥本不到15公里，它横跨苏格兰，于邓迪注入北海。泰河的流域面积达4970平方公里，年平均流量为170立方米/秒。
泰河全程有多个名字，实际上一直到它流出泰湖后才被称为泰河。与苏格兰的其它一些河流一样，泰河是著名的鲑鱼产区。
历史上测量到的最高流量是1993年1月17日，其流量达2269立方米/秒。在珀斯，当时水位超过普通水位6.48米。假如上游的水电站没有将洪峰的部分挡住的话，水位肯定还要高。历史上记录到的最高水位是1814年，当时在珀斯水位高出普通水位7米。1210年和1648年的大水也很严重。
1879年12月28日邓迪边横跨泰河的泰铁路桥在一列火车通过时倒塌，造成75人死亡。

## 图集

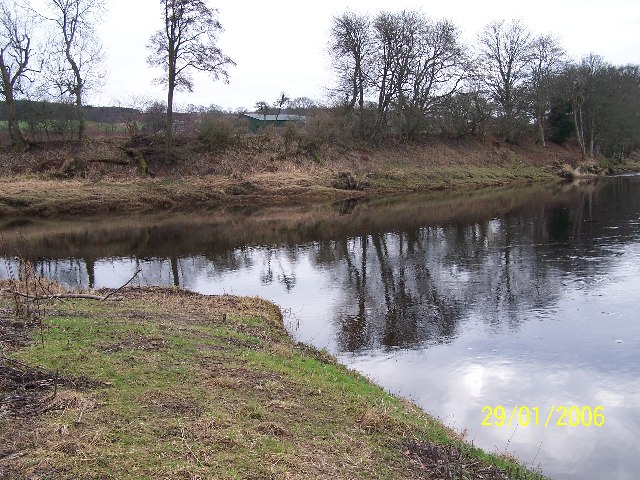
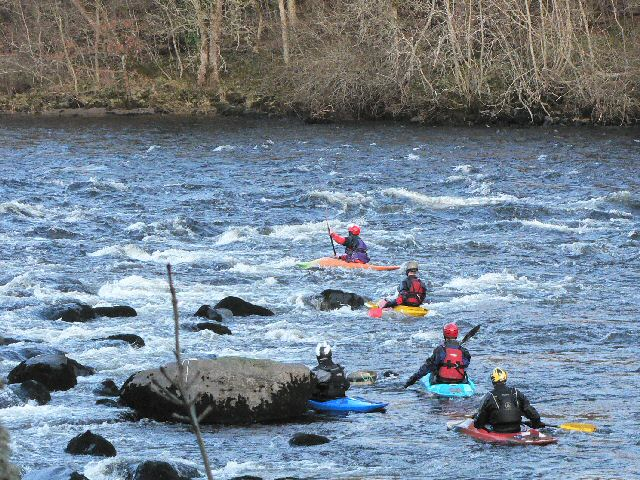
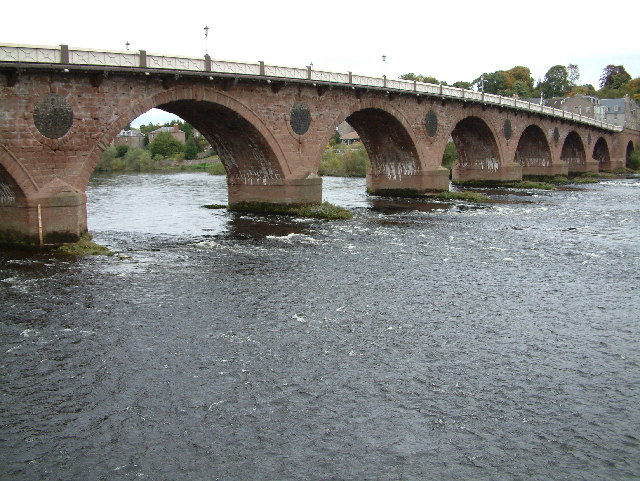
珀斯
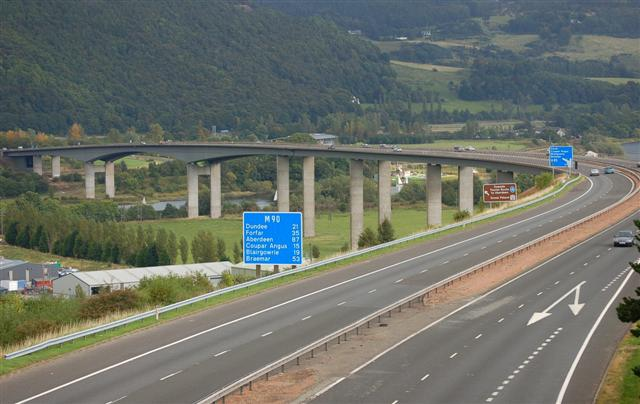
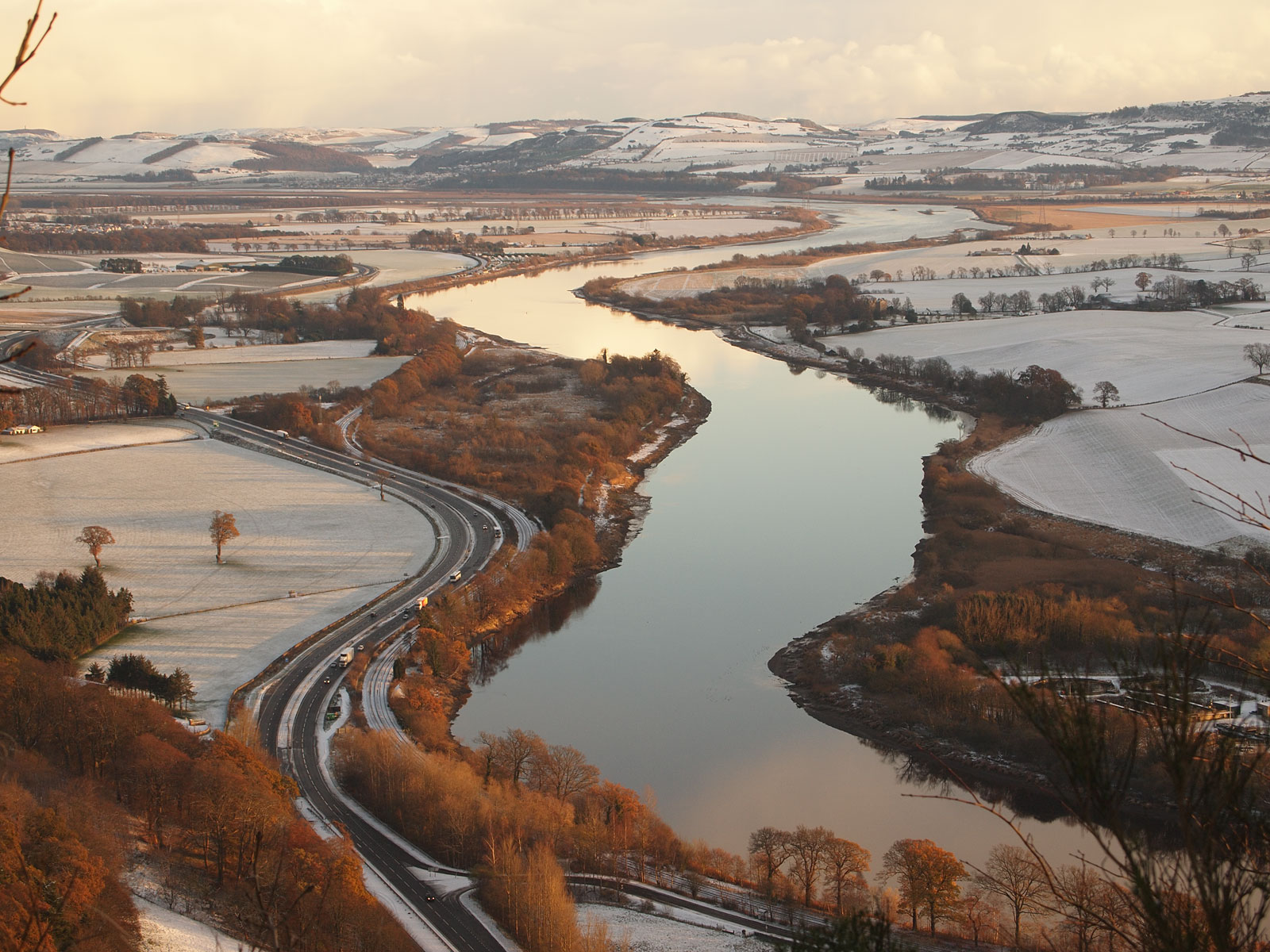
冬季
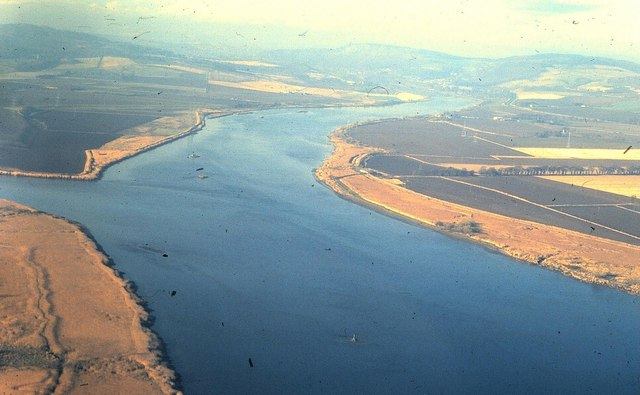
汇流处
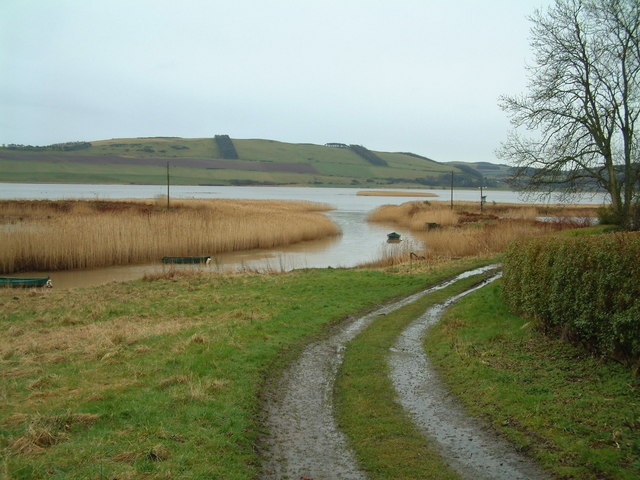
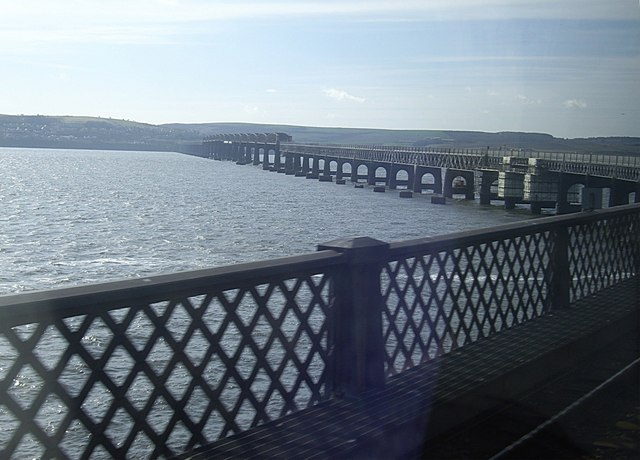
泰鐵路橋
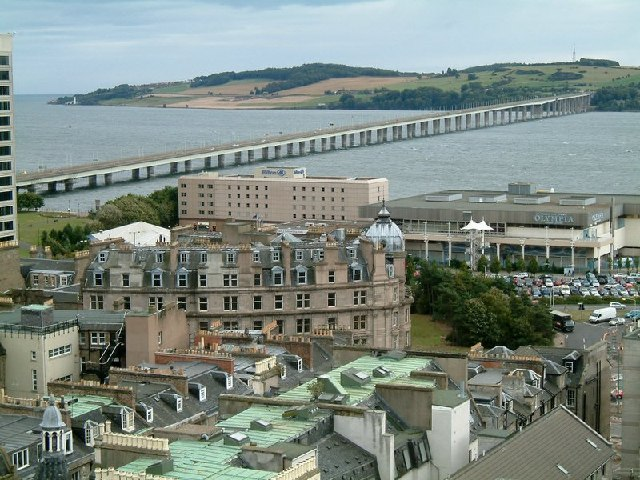
泰道路橋
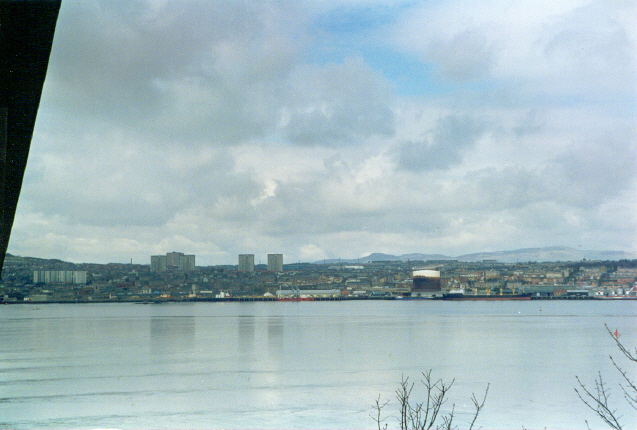
邓迪 - 法夫.
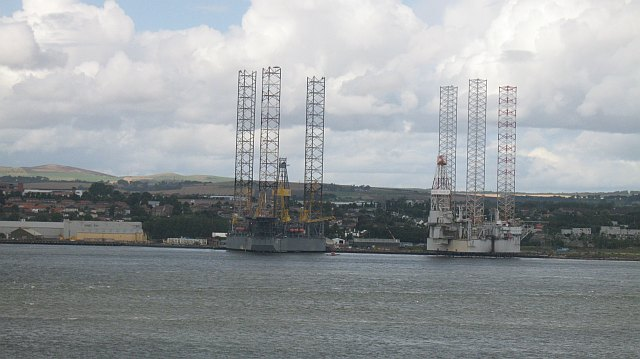
邓迪
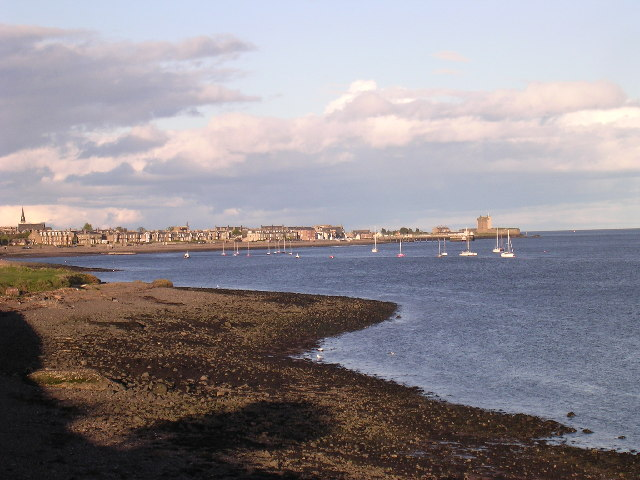
邓迪